# Heterochelus vittiferus
Heterochelus vittiferus är en skalbaggsart som beskrevs av Hermann Burmeister 1844. Heterochelus vittiferus ingår i släktet Heterochelus och familjen Melolonthidae. Inga underarter finns listade i Catalogue of Life.